# CSPro
CSPro, viết tắt của Census and Survey Processing System - hệ thống xử lý Khảo sát và điều tra dân số, là một phần mềm thống kê phát triển bởi Cục Điều tra Dân số Hoa Kỳ và ICF quốc tế. Serpro S.A. đã tham gia phát triển CSPro trong quá khứ. Việc phát triển hệ thống này chủ yếu do Cơ quan Phát triển Quốc tế Hoa Kỳ tài trợ.
Phần mềm này có thể được sử dụng để nhập, chỉnh sửa, lập bảng, lập bản đồ, và phổ biến các dữ liệu điều tra dân số và khảo sát. Phần mềm này được sử dụng rộng rãi bởi các cơ quan thống kê ở các nước đang phát triển và các chương trình khảo sát hộ gia đình quốc tế lớn, như Multiple Indicator Cluster Surveys (MICS) và Khảo sát nhân khẩu học và Sức khỏe (DHS-Demographic and Health Surveys). Phần mềm hỗ trợ nhập dữ liệu với mã Unicode, và các cuộc điều tra dân số có thể được thực hiện trên các thiết bị Android.
CSPro được thiết kế và thực hiện thông qua một nỗ lực chung của các nhà phát triển của hai gói phần mềm mà trước đây được sử dụng để xử lý điều tra dân số và các dữ liệu khảo sát trên máy DOS: Hệ thống tích hợp bộ vi xử lý (IMPS - Integrated Microcomputer Processing System) và các hệ thống tích hợp cho phân tích khảo sát (ISSA - Integrated System for Survey Analysis). Phần mềm đưa ra theo mã nhị phân chạy trên hệ điều hành Microsoft Windows và Android. Mã nguồn của phần mềm này không được phát hành công cộng.